# Масакр у Зеници
Масакр цивила у Зеници се догодио 19. априла 1993. око поднева, када је од граната испаљених на центар Зенице са положаја ХВО-а позиционираним у Путичеву, 16 километара западно од Зенице погинуло и рањено више цивила у тренутку велике гужве.
У то доба дана одвијала се велика трговачка активност у самом центру града, а у географској зони која је била гранатирана налазило око две до три хиљаде људи.
Тачан број граната испаљених на центар Зенице остао је неутврђен, иако се помиње бројка од девет граната испаљених из хаубице.